# Lac Bistcho
Le lac Bistcho est une étendue d'eau situé au nord-ouest de la province canadienne de l'Alberta.
Il a une superficie de 413 km2. Une île centrale s'étend sur une surface de 13 km2. Le lac s'élève à une altitude de 552 mètres d'altitude.
Son principal émissaire est la rivière Petitot qui est un affluent de la rivière Liard. Le lac Bistcho participe au bassin fluvial du fleuve Mackenzie.